# جائزة كندا الكبرى 2006
جائزة كندا الكبرى 2006 (بالإنجليزية: 2006 Canadian Grand Prix)‏ هو سباق فورمولا 1 أقيم بتاريخ 25 يونيو 2006 في حلبة جيل فيلنوف، مونتريال، كندا. كان التاسع من أصل 18 في بطولة العالم لسباقات الفورمولا واحد موسم 2006. حلّ الإسباني فرناندو ألونسو أولا بينما جاء الألماني مايكل شوماخر في المركز الثاني وحصل على المركز الثالث الفنلندي كيمي رايكونن.